# علی‌آباد کشمر
علی‌آباد کشمر به گویش کاشمری: علی‌آباد کِیشمَر نام روستایی تاریخی در استان خراسان رضوی، شهرستان بردسکن، بخش مرکزی، دهستان کنارشهر است. بر اساس سرشماری سال ۱۳۸۵ جمعیت این روستا ۶۳۳ نفر با ۱۹۱ خانوار بوده است.

## اماکن تاریخی، آثار باستانی و جهانگردی

### برج علی‌آباد
برج علی‌آباد مربوط به سدهٔ ۸ ه‍. ق است و در روستای علی‌آباد کشمر واقع شده است. این اثر در تاریخ ۱۵ دی ۱۳۱۰ با شمارهٔ ثبت ۱۲۷ به‌عنوان یکی از آثار ملی ایران به ثبت رسیده است.

### تنگل ارغوانی کشمر
تنگل ارغوانی کشمر یا دره ارغوان نام یک تنگل گردشگری در کوه‌های شمالی علی‌آباد کشمر، ۲۵ کیلومتری شمال‌شرقی بردسکن، استان خراسان رضوی است که رویشگاه درختچه‌ها و گل‌های ارغوان است.